# 朱斯·沃尔德
贾拉德·安東尼·希金斯（英語：Jarad Anthony Higgins，1998年12月2日—2019年12月8日），知名于其艺名朱斯·沃爾德（Juice WRLD，发音同“Juice World”），為美国饶舌歌手、歌手与词曲作家。以单曲《All Girls Are The Same》、《Lucid Dreams》和《Robbery》为人熟知，Juice WRLD被认为是情绪说唱和SoundCloud说唱流派的领军人物，在2010年代中后期获得了主流关注。截至2024年，Juice WRLD的音乐在流媒体平台Spotify上的总播放量已经超过了250亿次。 
朱斯·沃尔德出生于伊利诺伊州芝加哥，在2018年推出单曲《Lucid Dreams》之后获得了大众认可，该曲曾登至Billboard百强单曲榜第二名，这使他成功与Lil Bibby的Grade A Productions厂牌和新视镜唱片公司签约。《Lucid Dreams》是他的首张录音室专辑《Goodbye＆Good Riddance》（发布于2018年）的第二支单曲，该专辑大获好评，在Billboard二百强专辑榜上最高排名第六，最后获得了黄金认证，专辑中的单曲《All Girls Are the Same》、《Armed & Dangerous》、《Lean Wit Me 》、《Wasted》均登上了百强单曲榜。同年晚些时候，朱斯·沃尔德发布了与未来小子合作的混音带《Wrld on Drugs》，该混音带曾登至二百强专辑榜第二名。2019年，朱斯·沃尔德发布了第二张专辑《Death Race For Love》，而此前发布的专辑主打歌《Robbery》和《Hear Me Calling》，前者首发便位列百强单曲榜第27。专辑《Death Race For Love》首发即登上公告牌二百强专辑榜榜首 ，获得了普遍好评。 
2019年12月8日，朱斯·沃尔德在美国芝加哥中途国际机场因服药过量突发疾病抢救无效去世，终年21岁。他的第一张遗作专辑《Legends Never Die》于2020年发行，追平了最成功的遗作首张专辑和公告牌前十名的排行榜记录，而单曲《Come & Go》（与Marshmello合作）成为了朱斯第二首在告示牌百大單曲榜排行榜上排名第二的歌曲。他的第二张遗作专辑《Fighting Demons》于2021年与HBO Max纪录片《Juice Wrld： Into the Abyss》一起发行，其中包含公告牌百强单曲榜排名前20的单曲《Already Dead》。2024年11月29日，朱斯·沃尔德的第三张遗作专辑《The Party Never Ends》发行,这也是朱斯·沃尔德最后一张录音室专辑。

## 早年生活

### 童年
贾拉德·安东尼·希金斯于1998年12月2日出生在美国伊利诺伊州芝加哥市的马特恩医院（Advocate Christ Medical Center）。其父亲名为卡梅尔·霍姆斯（Carmel Holmes），非裔美国人，母亲名为卡梅拉·华莱士（Carmella Wallace），拥有意大利与波兰血统的白人。父母于2002年离婚后，希金斯随母亲迁居至芝加哥南郊的卡尔弗特社区（Calumet Park），该区域因帮派暴力与贫困问题被《芝加哥太阳报》列为"高风险青少年成长区"。
希金斯的说唱事业早早就有了迹象，在他3岁即展现出音乐天赋，能准确模仿电视广告中的旋律。6岁时，外祖母赠予其一台卡西欧CTK-496电子键盘，在他六、七年級時開始，便开始写自己的说唱歌词，奠定了Freestyle的功力。在他十年級時便下定決心要當一名饒舌歌手。
由于希金斯的母親是一位保守且虔诚的基督教徒，幼年时期便禁止希金斯聆聽任何形式的嘻哈音樂，但其他音樂類型的歌曲就沒有諸多管制。他便從《Tony Hawk’s Pro Skater》、《吉他英雄》等多款電玩遊戲中接觸到了搖滾與流行音樂。希金斯声称自己开始专心投入到音乐的契机非常有趣，在他小学五年级时，为了让暗恋的女孩子注意到他，希金斯開始聽她喜歡的音樂類型，其中包含Billy Idol、Panic! At The Disco、Blink 182及Megadeth等樂團和歌手，認識了流行龐克、龐克搖滾以及經典的重金屬搖滾，間接地影響了他後續生涯的音樂走向。

### 青少年
2004-2012年，希金斯就读于卡尔弗特公园区公立学校。七年级时因在课堂即兴创作涉及暴力的说唱歌词被校方警告，校方心理评估报告（后被《纽约客》引用）指出其"通过创作处理家庭创伤的倾向"。2013年转入霍姆伍德-弗洛斯莫尔高中，期间加入校辩论队，其关于"嘻哈音乐作为当代诗歌载体"的辩题获得伊利诺伊州中学生学术杯亚军。
说起他的青少年时期，希金斯在青少年时就是个重度瘾君子，抽烟还算是家常便饭，惊人的是，他从六年级就开始饮用名为Lean的新兴毒品，俗称紫水，在美国当地习惯将两个杯子叠起来盛装，故又有液态海洛因、Double Cups之名。而问题不单单如此，希金斯更是在15岁时开始服用名为Xanax及Percocets的药品，先前逝世的两位说唱歌手Lil Peep及Mac Miller，死因皆是用药过度（OD），会发生憾事也跟Xanax脱离不了关系。后来希金斯也戒掉了许多坏习惯。
希金斯曾在訪談中自述到，吉他、鋼琴和鼓等音樂技能幾乎都是自學而成，他在14岁通过YouTube教程自学吉他，偏爱涅槃乐队的朋克摇滚riff结构，后将其融入说唱创作，并表示自己在青少年时期并不是个很乖的学生；

## 音乐生涯

### 从“JuicetheKidd”到“Juice WRLD”（2015-2017）
希金斯在高一时开始发展为艺术家。他的第一首曲目《Forever》于2015年在SoundCloud上以“JuicetheKidd”的名字发布。希金斯在高二时用手机录制了大部分早期曲目，并上传到SoundCloud。後“JuicetheKidd”改「Juice Wrld」（朱斯·沃尔德）為正式藝名，这个名字灵感来自他对说唱歌手图派克·夏库尔在电影《Juice》中角色的喜爱，因为他和他的伙伴们认为这个改变会对他的职业生涯有利。在接受亚特兰大电台WHTA采访时，Juice WRLD透露，他艺名的后半部分最初没有任何意义，但后来他认为它代表着"席卷全球(taking over the world)"。
Juice WRLD的第一首由常合作的制作人Nick Mira制作的曲目《Too Much Cash》于2017年发布。在SoundCloud上发布项目和歌曲的同时，Juice WRLD在一家工厂工作，但对这份工作不满意；他在两周内被解雇。后因缘际会之下加入了网络音乐厂牌新視鏡唱片。

### 2017-2018—《Lucid Dreams》和《Goodbye & Good Riddance》
2017年6月15日，Juice WRLD发行了他的首张全长迷你专辑《9 9 9》，其中的单曲《Lucid Dreams》一炮而红，在SoundCloud上获得了大量播放，还在Billboard Hot 100榜单上排名第二。凭借钻石认证单曲《Lucid Dreams》获得认可。他的追随者也越来越多。朱斯也在2017年初首次以“Juice WRLD”的艺名进行了短暂的演出。后来，Juice WRLD受到了Waka Flocka Flame和Southside等艺术家以及芝加哥艺术家G Herbo和Lil Bibby的关注。随后，他与Lil Bibby的共同拥有的唱片公司Grade A Productions签约。

12月，Juice WRLD发布了包含三首歌曲的EP《Nothings Different》。其中的歌曲《All Girls Are the Same》迅速走红。《All Girls Are the Same》受到广泛好评，获得Pitchfork的"Best New Music"评价。歌曲于4月作为单曲发布。发布后登至告示牌百大單曲榜上第92位。

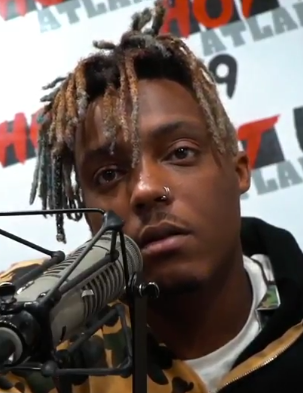
Juice WRLD在2018年7月接受WHTA采访时

2018年5月22日，发行单曲《Lean Wit Me》，5月23日，朱斯·沃尔德釋出全新專輯《Goodbye & Good Riddance》，其中，与Lil Uzi Vert共同创作的单曲《Wasted》于7月10日发行；这是朱斯的首支合作单曲，也是《Goodbye & Good Riddance》中唯一一首有嘉宾参与的歌曲，它首周在告示牌百大單曲榜上名列第68位，第二周在排行榜上名列第67位。该专辑中的单曲《Lucid Dreams》更曾登至Billboard百大單曲榜第二名，在Spotify上的播放量超10亿次。但由於歌曲部分旋律取樣於史汀的歌曲《我心之形》而未經同意，曾一度陷入版權糾紛。此外，單曲「All Girls Are the Same」、「 Lean Wit Me 」等也收錄在該專輯裡。此时Juice WRLD已成为情绪说唱的代表人物，影响后来的Trippie Redd、The Kid LAROI等新生说唱歌手。
同年，由於XXXTentacion遭枪杀死亡，Juice WRLD發行迷你專輯《Too Soon..》。其中，歌曲《Legends》紀念XXXTentacion和Lil Peep兩位饒舌歌手。EP封面是Juice WRLD和XXXTentacion之间的Instagram DM对话截图。EP中的歌曲《Legends》在告示牌百大單曲榜中首次亮相时排名第65位，并在Juice WRLD去世一年多后上升至第29位。

### 2018-2019—《Death Race For Love》与商业扩展

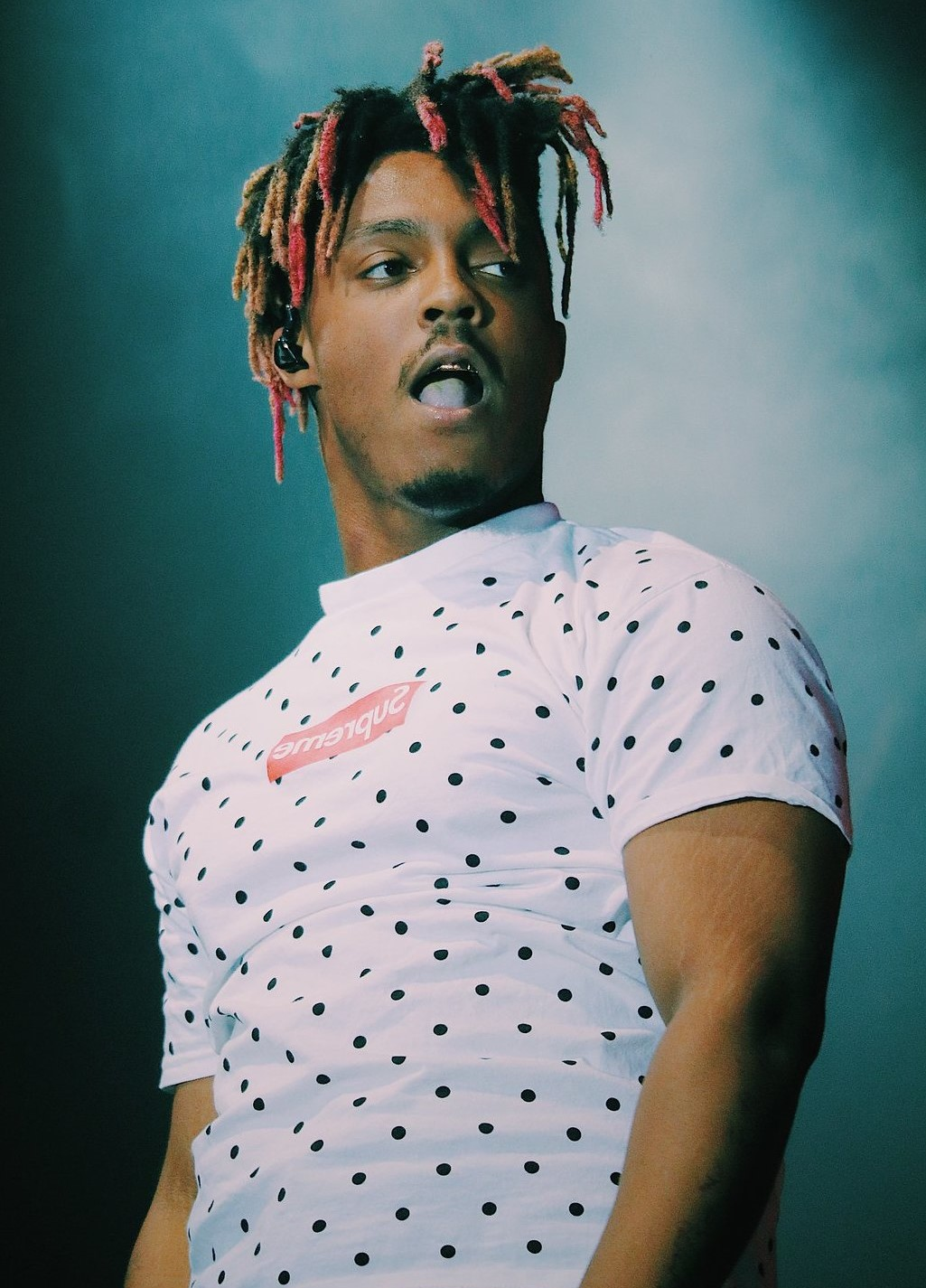
朱斯·沃尔德，2019年

Travis Scott的歌曲《No Bystanders》收录于他的第三张录音室专辑《Astroworld》，并由Juice WRLD和Sheck Wes参与演唱。该歌曲在公告牌百强单曲榜排行榜上最高排名第31位。2018年8月8日，Juice WRLD在《吉米·基梅尔直播秀》中首次亮相深夜电视节目，演唱了他的热门单曲《Lucid Dreams》。10月15日，他发布了《Armed and Dangerous》的MV，随后，他与未来小子合作发行了合作混音带《Wrld on Drugs》，其中的主打单曲《Fine China》也同期发布。Epic Records于10月19日发行了该混音带。12月14日，与美国歌手Seezyn合作，演唱了电影《蜘蛛侠：平行宇宙》的原声歌曲 《Hide》。
在2018年12月接受XXL采访时，Ski Mask the Slump God确认他将与Juice WRLD合作发行一张名为《Evil Twins》的联合混音带，计划于2019年发布，但至今尚未发行。他还计划于2019年与Juice WRLD在北美举办30场音乐会。
2019年3月8日，朱斯·沃尔德的第二张录音室專輯《Death Race For Love》发行。这张专辑包含了22首单曲，包括热门单曲《Robbery》和《Hear Me Calling》，这是朱斯·沃尔德在世时发布的最后一张专辑。该专辑荣登美国公告牌二百强专辑榜榜首。此外他还发行了其他单曲：与防弹少年团合作发行的《All Night》、与Ellie Goulding合作的《Hate Me》，与Benny Blanco合作的《Graduation》，与NBA YoungBoy合作的《Bandit》于10月初发行，是朱斯在12月去世前发行的最后一首歌曲。这首歌在告示牌百大單曲榜排行榜上排列第十。

## 死后发布

### 2020-《Legends Never Die》与身后影响
朱斯·沃尔德死后的遗作在埃米纳姆于2020年1月17日发行的第十一张录音室专辑《Music to Be Murdered By》中收录了曲目“Godzilla”。“Godzilla”在公告牌百强单曲榜中排名第三，在英国单曲榜上排名第一。1月22日，朱斯·沃尔德的家人和Grade A Productions团队在朱斯·沃尔德的Instagram帐户上发布了一则声明，感谢了粉丝对朱斯·沃尔德的喜爱，并确认他们打算发行朱斯·沃尔德此前制作的音乐：
我们衷心感谢你们每一位朋友对 Juice 的热爱。你们对 Juice 来说意味着整个世界，通过听他的音乐、观看他的视频和分享你关于他的故事，你们让他的记忆永远活着。我们计划通过分享未发行的音乐和他正在热情开发过程中的其他项目来纪念 Juice 的才华、他的精神以及他对粉丝的爱。芝加哥将举行公开悼念活动，详情将很快分享
朱斯·沃尔德被收录在G Herbo的第四张录音室专辑《PTSD》的主打歌中，该专辑于2020年2月28日发行。由Lil Uzi Vert和Chance The Rapper演唱，标志着朱斯·沃尔德和Lil Uzi Vert自单曲“Wasted”以来再次合作创作歌曲。
2020年4月23日，朱斯·沃尔德的经纪人在他的Instagram帐户上宣布，朱斯·沃尔德的第一首遗作单曲“Righteous”将于2020年4月24日午夜发布，5月29日，由Trippie Redd主演的歌曲“Tell Me U Luv Me”与科尔·贝内特 （Cole Bennett） 执导的音乐视频一起发布。这些歌曲将收录在他的第一张遗作专辑《The Outsiders》中，后来改为《Legends Never Die》。6月12日，Juice WRLD与澳大利亚说唱歌手The Kid Laroi合作创作了歌曲“Go”。7月10日，发行专辑《Legends Never Die》，这张专辑包含了21首歌曲，包括《Righteous》和《Life’s a Mess》（与Halsey合作）、《Up Up and Away》等。《Legends Never Die》在第一周以497,000张专辑当量首次登上美国公告牌两百强专辑榜榜首。7月25日，专辑中的五首单曲进入了公告牌百强单曲榜的前10名。8月6日，与The Weeknd合作的“Smile”作为单曲发行。
2020年12月2日，也就是朱斯·沃尔德22岁生日这天，本尼·布兰科 （Benny Blanco） 发行了一首名为“Real Shit”的合作单曲。六天后，即12月8日，也就是他去世一周年纪念日，《Reminds Me of You》发行。截止2020年，朱斯·沃尔德在流媒体平台Spotify上的播放量超过59亿次，使他成为全球流媒体播放量第四高的艺术家。

### 2021-《Fighting Demons》和《Juice Wrld: Into the Abyss》
2021年3月5日，《Legends Never Die》的曲目《Life's a Mess》的替代版本《Life's a Mess》发行。5月28日，Juice WRLD的首张全长专辑《Goodbye & Good Riddance》重新发行，以纪念其成立三周年;重新发行包括两首新歌，一首为“734”，另一首是“Lucid Dreams”（与Lil Uzi Vert合作）的混音。2018年的单曲“Armed and Dangerous”包含在2018年12月的Spotify和Tidal专辑重新发行中，被排除在修订后的曲目列表中。
2021年12月10日，朱斯·沃尔德发布了他的第四张录音室专辑《Fighting Demons》，包含《Already Dead》、《Wandered to LA》（与Justin Bieber合作）、《Girl of My Dreams》（与防弹少年团的Suga合作）等单曲，专辑还包括其他与Polo G和Trippie Redd等艺人的合作。12月16日，由Tommy Oliver指导的纪录片《Juice Wrld: Into the Abyss》在HBO Max正式上映，这部纪录片聚焦着Juice WRLD的生与死，与毒品和药物斗争的故事。

### 2022-至今:《The Party Never Ends》和《Fighting Demons Deluxe》
Juice WRLD的第三张遗作专辑《The Party Never Ends》原定在2021年发布，可由于在在发布前经历了多次泄露事件。Juice WRLD的团队在整理他留下的大量未发布歌曲时，发现有超过1000首歌曲疑似因黑客入侵，导致未发行的歌曲被泄漏。这些泄露的歌曲在SoundCloud和Discord等互联网平台上广泛传播，甚至在一些社区应用程序上被拍卖，单曲的竞拍价格高达5万美元。此次泄露事件导致Juice WRLD的团队Grade A Productions一再拖延该专辑的发行日期。
2023年2月4日，Juice WRLD的遗产管理方宣布，他的第五张也是最后一张录音室专辑《The Party Never Ends》正在积极制作中。作为专辑的前奏，2024年9月9日发布了两首歌的EP《The Pre-Party》。2024年10月14日，EP的扩展版发布。11月15日，歌曲《AGATS2 (Insecure)》（与Nicki Minaj合作）作为后续专辑《The Party Never Ends》的主打单曲发布。同年，Juice WRLD和同已故说唱歌手XXXTentacion的死后合作消息在Instagram上被曝光。7月18日，Juice WRLD的唱片公司Grade A Productions的负责人Lil Bibby和DJ Scheme确认了将发布两首新的合作歌曲。
2024年11月29日，Juice WRLD的第三张遗作专辑《The Party Never Ends》发行。这张专辑由Grade A和Interscope Records联合发行，汇集了Eminem、Fall Out Boy、Nicki Minaj、The Kid LAROI等艺人客串。制作阵容包括benny blanco、Nick Mira以及Cashmere Cat等音乐人。12月1日，Juice WRLD的单曲《Empty Out Your Pockets》在Epic Games的大逃杀游戏《堡垒之夜》内活动“重塑：终章”中首次亮相。Juice WRLD游戏形象于11月30日与Snoop Dogg、Eminem和Ice Spice一起进行了虚拟演唱会。在活动期间首播的歌曲《Empty Out Your Pockets》随后被加入到《The Party Never Ends》的曲目列表中。
2025年5月30日，Juice WRLD与已故说唱歌手XXXTentacion合作单曲《whoa (mind in awe) (Remix)》发布，歌曲同步发布了官方MV，视频中包含了由XXXTentacion基金会资助的牙买加儿童的影像片段。原曲《Whoa(Mind in Awe)》收录于XXXTentacion于2018年发行的专辑《Skins》中。早在2020年，XXXTentacion的制作人约翰·坎宁安（John Cunningham）就曾透露，这首歌原本就计划邀请Juice WRLD参与演唱，但这段录音在他生前从未公开发布。此外，X和Juice WRLD生前曾多次表达出合作的意愿，他们最后一次的对话内容就是关于Juice WRLD打算前往佛罗里达与X会面。

## 音乐风格

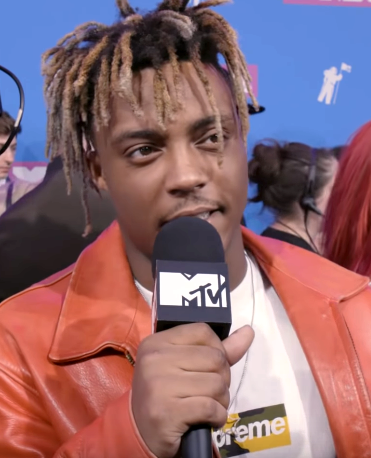
Juice WRLD在2018年8月的MTV音乐录影带大奖上接受采访

Juice WRLD的音乐风格多样，包括情绪说唱、嘻哈音乐、独立摇滚、朋克摇滚和R&B。早期，Juice WRLD在众多歌手的音乐中汲取灵感，比如Travis Scott、Chief Keef、Kanye West。Billboard的撰稿人迈克尔·萨波纳拉（Michael Saponara）说，“如果韦斯特和他稀疏的808s是一棵树，那么随着同为芝加哥人的Juice WRLD在2018年展现出的百花齐放的艺术，这棵树又会长出另一根枝条"。在接受All Def Music采访时，Juice WRLD说：“我唱着《Street Lights》，好像我真的有什么伤心的事情在我的脑海中徘徊一样，Kanye [West] 是一位时间旅行者。那个黑鬼在2015年左右该死，然后带着一些酱汁回来了”他的其他音乐影响包括Wu-Tang Clan、Quietdrive、Fall Out Boy、Black Sabbath、The Starting Line、The Cranberries、The City Drive、2Pac、Eminem、XXXTentacion、Kid Cudi和Escape the Fate。他还听过迪斯可癟三和Killswitch Engage等乐队的歌。
朱斯·沃尔德的歌被打上了"情绪 "和"摇滚 "的烙印，他的音乐关注"每一颗破碎的心，每一种受伤的感觉"，更具体地说，他被贴上了嘻哈音乐、情绪说唱和SoundCloud说唱艺术家的标签。2018年，流媒体平台Spotify将 "情绪说唱 "评为增长最快的流派。作为这一子流派的领军人物，朱斯·沃尔德在情绪说唱音乐界取得了巨大成功，影响后来的Trippie Redd、The Kid LAROI等新生说唱歌手，这得益于他与Panic! at the Disco乐队的主唱Brendon Urie的合作。朱斯·沃尔德认为情绪说唱既消极又积极，所以他觉得音乐有时必须有点黑暗才能反映出他的信念“这个世界并不是真正的光明或快乐的地方”。
《Lucid Dreams》是他从《Goodbye & Good Riddance》中唯一写的一首曲目，而其余曲子的都是通过即兴押韵在几分钟之内创作的。大多数时候，他的歌曲创作过程涉及自由创作歌词，而不是写下来。当他写一首歌时，通常是从听到节拍并立即开始作词，尽管朱斯有时会担心他到达录音室后几个小时后无法记住它。所以，他有时会做一个语音备忘录，或者直接原地制作完整首歌。

### 抒情主题
Juice WRLD的最成功的单曲展现了旋律性、受情感启发的创作风格，体现了他的词曲创作技巧。他的歌曲旋律欢快，与忧郁的歌词相得益彰。Juice WRLD声称，他谈论的是其他人正在思考但却不敢谈论的事情，例如脆弱和受伤。Juice WRLD通过情绪说唱赢得了一批追随者，他的歌词触及心碎和支离破碎的情感。他坚持认为，他只是根据个人经历写作，并在痛苦中找到力量。虽然他的歌曲抒情内容通常以苦涩为中心，但偶尔也会出现一些夸夸其谈的歌词和创意参考。

## 个人生活
朱斯·沃尔德从小就开始吸毒;他公开谈论自己的经历。他的母亲声称，除了与毒瘾作斗争之外，他还在应对焦虑和抑郁。朱斯·沃尔德在去世前几周有意参加戒毒活动。朱斯·沃尔德在15岁时因智齿手术首次接触处方止痛药维柯丁（Vicodin），随后发展为每日服用30毫克羟考酮的成瘾行为。他在2018年接受《XXL》杂志采访时承认："药物让我感觉能触摸到另一个维度的旋律"
2019年之前，朱斯·沃尔德与女友亚历克西娅（Alexia）住在洛杉矶。2018年11月，朱斯·沃尔德通过Instagram透露他们正在约会。
2018年6月，朱斯·沃尔德经历了一次从摩托车上跌落的事件，不过他事后安然无恙。

## 逝世

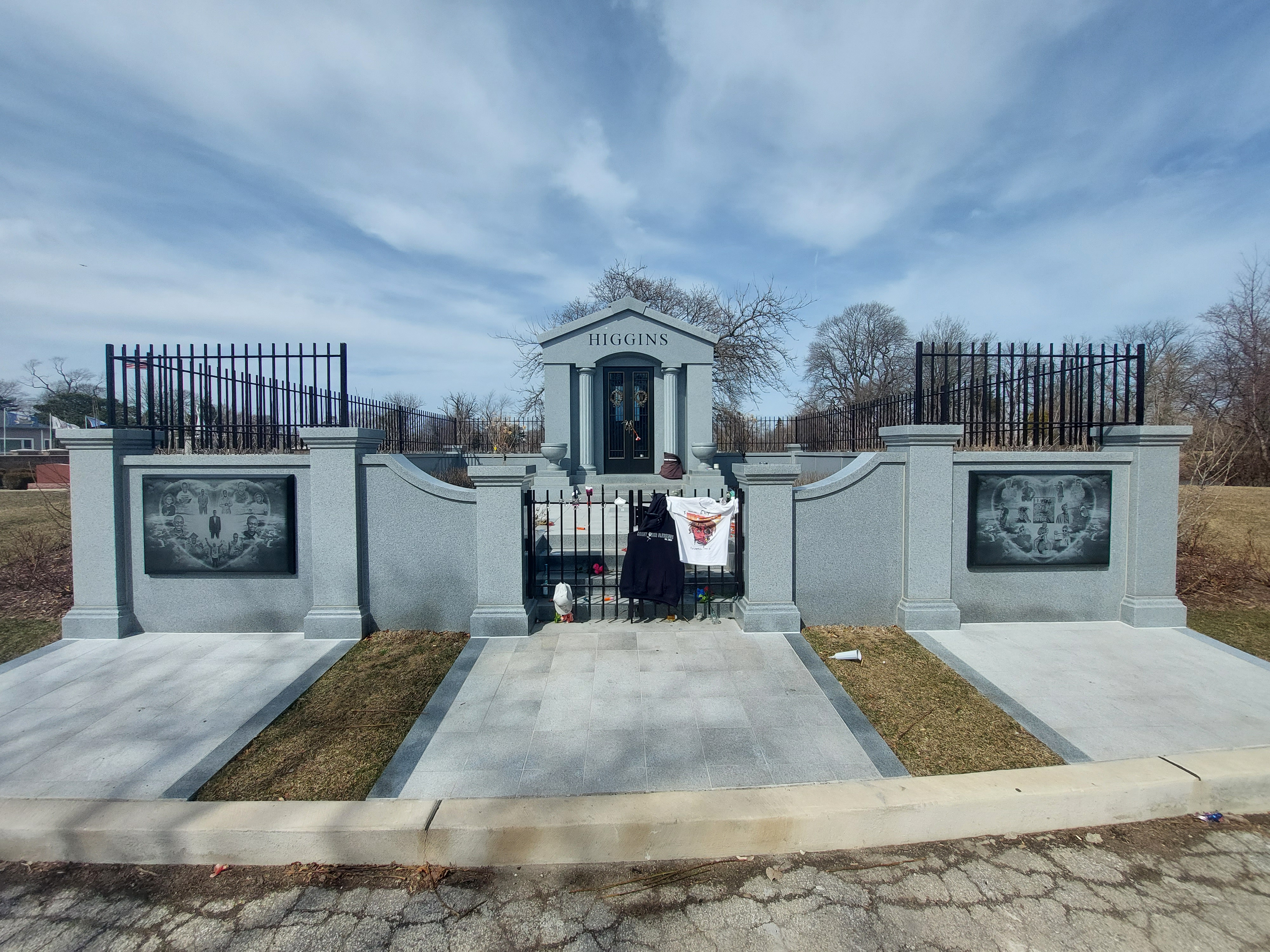
位於伊利諾伊州藍島的朱斯·沃尔德之墓

2019年12月8日，Juice WRLD与他的团队乘坐私人飞机从洛杉矶飞往芝加哥。据报道，当时飞机上携带了大量行李，其中包括含有毒品的物品，飞机降落在芝加哥中途国际机场，执法人员已经获悉飞机上可能携带非法物品。美国联邦调查局和当地警方在降落后对Juice WRLD的行李进行了搜查，在执法人员对飞机上的行李进行搜查时，Juice WRLD突然出现癫痫发作，他並不是為了隱藏身上的止痛藥而一次吞下大量藥片，他隨行的攝影師就有合格持有這些藥品的證照，所以也沒什麼好藏著的，而是平時對止痛藥和可待因的藥癮就很大了，最終在這一天時身體承受不住負荷而引發劇烈的併發症，而且他在過世之前也經歷過好幾次這種癲癇的症狀，医务人员在现场对他施用納洛酮进行了抢救，最終凌晨3点06分他被送到医院，最终被宣布抢救不治死亡。
根据官方尸检报告，Juice WRLD的死因是由于阿片类药物过量（羟考酮和可待因中毒）导致意外死亡。
朱斯·沃尔德葬礼于12月13日在伊利诺伊州哈维的圣殿基督大教堂举行。他的朋友和家人都出席了葬礼，包括合作者Young Thug和Ski Mask the Slump God。

### 反应
同为说唱歌手的Boosie Badazz指责飞机的飞行员是Juice WRLD死亡的罪魁祸首，称其为“告密者”。他认为飞行员向当局报告了Juice WRLD及其随行人员携带枪支和毒品，导致了飞机被搜查，Juice WRLD因吞下药物而死亡。Boosie Badazz后来反思了年轻艺术家突然获得大量财富所带来的危险，并收回了对飞行员的威胁言论。

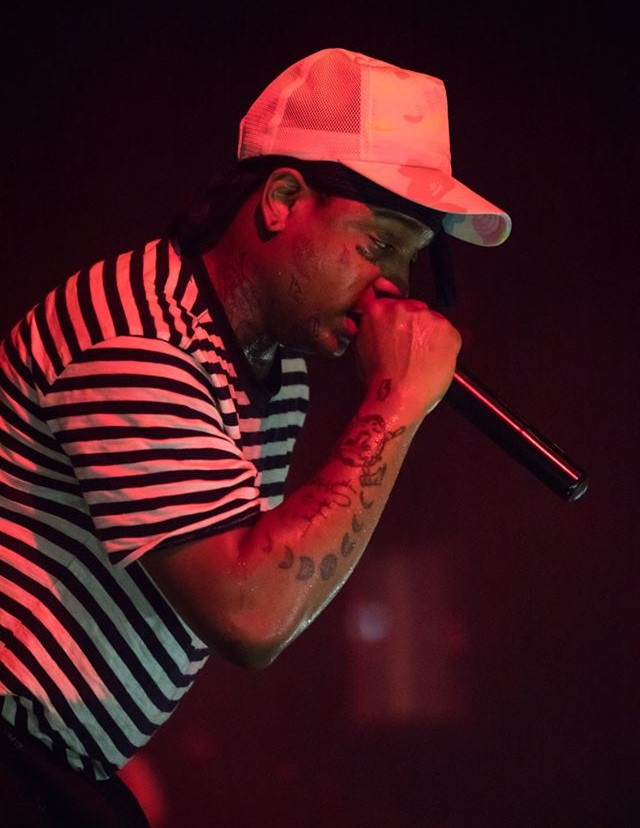
Ski Mask the Slump God是两位已故说唱歌手Juice WRLD和XXXTentacion的密友，他在社交媒体上多次提到失去这两位朋友对他的打击，表示他们的离去让他感到非常痛苦。

与Juice WRLD合作过单曲《Hate Me》的英国艺术家Ellie Goulding在一条推文中描述他，称他“如此甜美的灵魂”，并且“还有很长的路要走”。芝加哥的Chance the Rapper在Instagram上致敬道：“不仅仅是芝加哥，世界各地的数百万人因为这件事而感到痛苦，不知道该如何应对。” Lil Nas X也在推特上发文道：“最近这种情况发生在年轻有才华的新兴艺术家身上，真是太悲伤了。” Ski Mask the Slump God是Juice WRLD的密友，他们曾合作过单曲《Nuketown》，他在推特上说：“上帝不断地从我身边带走我的兄弟们”，还提到了他的好朋友兼长期合作伙伴XXXTentacion，他在2018年6月被枪杀。 Lil Yachty曾翻唱Juice WRLD的歌曲《All Girls Are the Same》，他在推特上哀悼道：“哇，我简直不敢相信这是真的。安息吧，我的兄弟Juice WRLD。”Lil Uzi Vert、Drake和The Weeknd也表达了哀悼之情。
Juice WRLD的母亲希望儿子的遗产能帮助他人对抗成瘾问题。她说：“成瘾没有国界，它的影响超出了与成瘾作斗争的人......我们知道，Jarad的爱、快乐和情感诚实的遗产将继续存在。”后来Juice的母亲成立了Live Free 999基金会，以纪念Juice WRLD和他与成瘾、焦虑和抑郁作斗争，并支持针对年轻和弱势群体的项目，特别关注成瘾、焦虑和抑郁问题。Juice WRLD的制作团队和唱片公司也承诺支持该组织。
在Juice WRLD的歌曲《Legends》中，纪念XXXTentacion（2018年中被谋杀，年仅20岁）和Lil Peep（2017年底因药物过量去世，年仅21岁）两位已故的说唱歌手。Juice WRLD在歌中唱道：“27俱乐部是什么？我们连21岁都活不过。”粉丝和媒体评论说，他似乎预言了自己的死亡，因为他在21岁生日后仅6天就去世了。

## 作品
除了以下的已發佈作品和專輯，Juice WRLD還以至少2000首以上的未釋出單曲聞名，且具他生前隨身的攝影師Chris Long 和洩漏他歌曲的幾個駭客所說，至少還有100首以上的高質量作品尚未被世人所知。
唱片

#### 录音室专辑
- 《Goodbye & Good Riddance》(2018年)
- 《Death Race For Love》(2019年)[72]
- 《Legends Never Die》(2020年)
- 《Fighting Demons》(2021年)
- 《The Party Never Ends》(2024年)

#### 迷你專輯
- 《JuiceWrld 9 9 9》(2017年)
- 《Too Soon..》(2018年)
- 《The Pre-Party (Extended)》(2024年)

#### 合作專輯
- 《Wrld On Drugs》(2018年)

#### 原聲帶
- 《All Night》(與南韓團體防彈少年團合作) (2019年)

### 紀錄片
- 《Juice Wrld: Into the Abyss》(2021年)

## 巡演
- The Nicki Wrld Tour（英语：The Nicki Wrld Tour）（2019）

## 获奖和提名

### MTV音乐录影带大奖
| 年份 | 获提名作品/人      | 奖项                          | 结果 | 参考   |
| ---- | ------------------ | ----------------------------- | ---- | ------ |
| 2018 | 单曲"Lucid Dreams" | 夏季季度歌曲 (Song of Summer) | 提名 | [ 73 ] |

### BET嘻哈音乐奖 (BET Hip-Hop Awards)
| 年份 | 获提名作品/人 | 奖项                                     | 结果 | 参考   |
| ---- | ------------- | ---------------------------------------- | ---- | ------ |
| 2018 | 本人          | 最佳嘻哈新艺人 (Best New Hip Hop Artist) | 提名 | [ 74 ] |

### Billboard音乐奖
| 年份 | 獲提名               | 獎項                       | 結果 | 参考   |
| ---- | -------------------- | -------------------------- | ---- | ------ |
| 2019 | 朱斯·沃尔德          | Top New Artist             | 獲獎 | [ 75 ] |
| 2019 | 朱斯·沃尔德          | Top Rap Artist             | 提名 | [ 75 ] |
| 2019 | 单曲《Lucid Dreams》 | Top Hot 100 Song           | 提名 | [ 75 ] |
| 2019 | 单曲《Lucid Dreams》 | Top Streaming Song (Audio) | 提名 | [ 75 ] |
| 2019 | 单曲《Lucid Dreams》 | Top Streaming Song (Video) | 提名 | [ 75 ] |
| 2019 | 单曲《Lucid Dreams》 | Top Rap Song               | 提名 | [ 75 ] |
| 2020 | Death Race for Love  | Top Rap Album              | 提名 | [ 76 ] |
| 2020 | 朱斯·沃尔德          | Top Rap Artist             | 提名 | [ 76 ] |
| 2021 | 朱斯·沃尔德          | Top Artist                 | 提名 | [ 77 ] |
| 2021 | 朱斯·沃尔德          | Top Male Artist            | 提名 | [ 77 ] |
| 2021 | 朱斯·沃尔德          | Top Billboard 200 Artist   | 提名 | [ 77 ] |
| 2021 | 朱斯·沃尔德          | Top Rap Artist             | 提名 | [ 77 ] |
| 2021 | 朱斯·沃尔德          | Top Rap Male Artist        | 提名 | [ 77 ] |
| 2021 | Legends Never Die    | Top Billboard 200 Album    | 提名 | [ 77 ] |
| 2021 | Legends Never Die    | Top Rap Album              | 提名 | [ 77 ] |

### iHeartRadio 音乐奖（iHeartRadio Music Awards）
| 年份 | 獲提名                  | 獎項               | 結果 | 参考   |
| ---- | ----------------------- | ------------------ | ---- | ------ |
| 2020 | 《Death Race for Love》 | Best Hip-Hop Album | 獲獎 | [ 78 ] |

### 全美音乐奖
| 年份 | 獲提名            | 獎項                           | 結果 | 参考   |
| ---- | ----------------- | ------------------------------ | ---- | ------ |
| 2020 | 朱斯·沃尔德       | Favorite Male Artist – Hip-Hop | 獲獎 |        |
| 2021 | Legends Never Die | Favorite Album – Hip-Hop       | 提名 | [ 79 ] |